# فاذر آند صن (أغنية)
فاذر آند صن أو أب وابن (بالإنجليزية: Father and Son)‏ هي أغنية شهيرة ألفها وقام بأدائها المغني الإنجليزي يوسف إسلام (كات ستيفنز سابقا) سنة 1970.

## حول الأغنية
تعبر الأغنية عن أب لا يفهم رغبة ابنه في الخروج لإنشاء حياة جديدة وعن ابن لا يستطيع فعلاً التعبير عن نفسه لكنه يعلم أنه حان الوقت لتقرير مصيره الخاص، يتحاور الأب مع ابنه محاولا ثنيه عن المضي في طريقه ويتفّهم رغبته ولكنه يحذره من أنه لا زال شابا وأنه قد يندم مستقبلا، بينما يرد الابن قائلا أن القصة القديمة ذاتها تتكرر، فيما يبدو من أن الأب كان في شبابه ثائرا أيضا، وأنه وجد طريقه وسيمضي به ورغم عنوان الأغنية فإن نصها لا يورد أي ذكر لابن أو أب.

## وصلات خارجية
- (بالإنجليزية) الموقع الرسمي ليوسف إسلام.